# Micrapate straeleni
Micrapate straeleni is een keversoort uit de familie boorkevers (Bostrichidae). De wetenschappelijke naam van de soort is voor het eerst geldig gepubliceerd in 1954 door Vrydagh.